# Правительство Эстонии в изгнании
Правительство Эстонии в изгнании (эст. Eesti valitsus eksiilis) ― официально объявленная государственная власть Эстонской Республики в изгнании, существовавшая с 1953 года и вплоть до восстановления эстонского суверенитета над территорией Эстонии в 1991 году. Правительство в изгнании оправдывало свою легитимность посредством конституционной преемственности с последним эстонским правительством, действовавшим до советского вторжения в 1940 году. Во время своего существования правительство имело признание со стороны части международного сообщества.

## История

### Члены эстонского правительства, ушедшие в подполье после прихода советской власти
Эстония была присоединена к СССР в июле ― августе 1940 года. Советские власти арестовали президента страны Константина Пятса и депортировали его в РСФСР, где он умер в 1956 году. Многие бывшие члены правительства республики были высланы или казнены, в том числе восемь бывших глав государства и 38 министров. Те, кто остались в живых, ушли в подполье.
Юри Улуотс был последним премьер-министром Эстонии перед аннексией страны. После смерти Константина Пятса, он, будучи главой эстонского правительства, стал де-юре во главе государства в соответствии со статьёй 46 Конституции Эстонии, в которой указано, что в случае, если президент покинул свою должность или по иным причинам не может исполнять свои обязанности, эти обязанности возлагаются на премьер-министра, который передаёт свои обязанности премьер-министра исполняющему обязанности премьер-министра, и стал исполняющим обязанности главы государства.
Улуотс попытался сформировать новое эстонское правительство в июле 1941 года, в начале немецкой оккупации, но немецкие власти отказались признавать Эстонию в качестве суверенного государства.

### Оккупация страны нацистской Германией
Национальный комитет Эстонской республики был сформирован из лиц, работавших в правительстве Эстонии до советской аннексии. Изначально, с 23 марта 1944 года, в Комитете председательствовал Каарел Лийдак, затем, с 15 (или 16) августа 1944 года ― Отто Тийф. 1 августа 1944 года Комитет провозгласил себя верховной властью Эстонской республики.

### Неудавшаяся попытка восстановления независимости

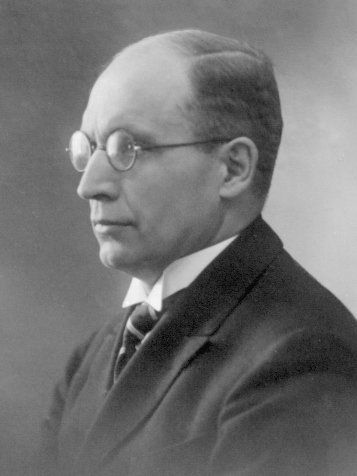
Юри Улуотс

В июне 1942 года политические лидеры Эстонии, пережившие советские репрессии, провели секретное совещание, где было вынесено решение о формировании подпольного эстонского правительства. Обсуждались меры по сохранению правопреемства республики. 6 января 1943 года в Стокгольме прошла встреча с участием делегации эстонских эмигрантов. В целях сохранения правового преемства Эстонской республики было решено, что последний премьер-министр Юри Улуотс должен будет продолжать исполнять свои обязанности в качестве премьер-министра. 20 апреля 1944 года Избирательный комитет Эстонской республики (эст. Vabariigi Presidendi Asetäitja Valimiskogu, орган, полномочия которого были указанные в конституции страны, и который избирал и. о. президента республики) провёл тайное собрание в Таллине. В числе его участников были:
- Юри Улуотс, последний премьер-министр Эстонии до советской аннексии,
- Йохан Хольберг, и. о. главнокомандующего Вооруженных Сил,
- Отто Пукк, председатель Палаты депутатов,
- Альфред Маурер, второй вице-председатель Национального совета,
- Михкель Классен, судья Верховного суда Эстонии[источник не указан 2673 дня].

Комитет вынес постановление о том, что назначение Йоханнеса Барбаруса премьер-министром, произведенное Константином Пятсом под давлением советов было незаконным, и Улуотс с 21 июня 1940 года де-юре принял на себя полномочия президента. 21 июня 1944 года Юри Улуотс назначил Отто Тийфа в качестве заместителя премьер-министра. 18 сентября 1944 года Улуотс, страдавший от онкологического заболевания, назначил Тийфа исполняющим обязанности премьер-министра и сформировал правительство, состоявшее из 11 членов. 20 сентября 1944 года Улуотс, по причине всё ухудшающегося здоровья, отбыл в Швецию. Тийф вступил в свою должность в соответствии с конституцией и, с отступлением немецких войск, попытался воспользоваться возможностью объявить о восстановлении законного правительства.
21 сентября 1944 года было объявлено о формировании эстонского национального правительства, вооружённые формирования эстонцев захватили правительственные здания в Вышгороде и приказали немецким войскам покинуть город. На башне «Длинный Герман», рядом с которой заседал парламент, флаг Германии был заменён на эстонский триколор. Правительству Тийфа, однако, не удалось сохранить контроль над территорией: эстонские военные подразделения под руководством Йохана Питка вступили в столкновение как с немецкими, так и с советскими войсками. 22 сентября войска Красной армии взяли под контроль Таллин и спустили эстонский флаг. Большинство членов правительства покинуло Таллин 21 сентября, а сам Тийф ― 22 сентября.

### Побег от советских войск
Правительство Тийфа покинуло Таллин. Последнее его заседание состоялось в деревне Пыгари 22 сентября. Судно, которое должно было подойти к обозначенному месту, чтобы эвакуировать членов правительства через Балтийское море, из-за проблем с двигателем не смогло прибыть вовремя. Большинство официальных лиц, в том числе и Тийф, были схвачены наступающими советскими войсками, заключены в тюрьму и позже казнены или депортированы. Тийфу удалось пережить ссылку в Сибири и затем вернуться в Эстонию, где он умер в 1976 году.

### Взаимоотношения Рея и Морера
После того, как 9 января 1945 года умер Улуотс, Аугуст Рей, как самый старший из выживших членов эстонского правительства, взял на себя роль исполняющего обязанности главы государства. Рей был поддержан выжившими членами правительства Тийфа в Швеции. Рей был последним эстонским дипломатическим представителем в Москве до советской аннексии и ему удалось бежать из Москвы через Ригу в Стокгольм в июне 1940 года.
Рей объявил об образовании эстонского правительства в изгнании 12 января 1953 года в городе Осло, Норвегия (Осло, а не Стокгольм, был избран потому, что в Норвегии не было запрета на такого рода политическую активность, в отличие от Швеции).
Однако другая группа эстонских политиков считала, что президент может быть избран только через представительный орган. Эту группу возглавлял Альфред Маурер, который был вторым заместителем председателя Национального совета Эстонии до 1940 года. Маурер был избран исполняющим обязанности президента Республики (эст. Vabariigi Presidendi Asetäitja) в изгнании 3 марта 1953 года в городе Аугустдорф, Германия. Позиция Маурера имела большую поддержку среди эмигрантов, и он так и не назначил новый состав правительства (утверждая, что правительство Тийфа по-прежнему пребывает на посту и, соответственно, нет необходимости для формирования нового правительства). После смерти Маурера 20 сентября 1954 года эта линия потеряла своих сторонников, а правительство Рея осталось единственной организацией, претендующей на законность.
Должность исполняющего обязанности главы правительства переходила и к другим лицам после смерти Рея в 1963 году. Всего с 1953 по 1992 год было сформировано пять составов правительства Эстонии в изгнании.

## Дипломатия
Из всех трёх стран Балтии только эстонцы образовали официальное правительство в изгнании. В случае Латвии и Литвы, суверенная власть была возложена на её дипломатические представительства. Что касается Эстонии, её консульства были лишь основными органами для ведения дипломатии и решения государственных вопросов (например, выдача паспортов). Главное консульство Эстонии располагалось в Нью-Йорке.
Согласно американской доктрине Стимсона и прочим подобным доктринам, легитимность советской аннексии Прибалтики США никогда не признали.
Роль правительства в изгнании из Осло в значительной степени имела символический характер. Эстонское консульство в Ирландии было стороной в судебном разбирательстве: однажды эстонским судам было поручено отправиться в советский порт. Вместо этого три эстонских судна («Otto», «Piret», и «Mall») и два латвийских («Rāmava» и «Everoja») выбрали нейтральный порт в Ирландии. Иван Майский, посол СССР в Соединённом Королевстве, обратился в Верховный суд в Дублине по поводу признания за СССР права собственности над кораблями: с их изначальными собственниками невозможно было связаться. Джон МакЭвой, почётный консул Эстонии, успешно противостоял советскому давлению. Позднее об этом случае в своей торжественной речи говорил Тоомас Хендрик Ильвес, президент Эстонии.
Тем не менее, эстонское правительство в изгнании основной своей задачей ставило сохранение преемственности эстонской государственности. Последний его премьер-министр, Хейнрик Марк, свернул работу правительства в изгнании, когда вручил свои верительные грамоты новому президенту страны, Леннарту Мери 8 октября 1992 года. Мери поблагодарил правительство Эстонии в изгнании за то, что оно выступило хранителем правопреемственности эстонского государства.
Группа активистов, среди которых были Михкель Матисен, Калев Отс и Ахти Мянд, отказались принять отставку правительства в изгнании, заявив, что ни одно эстонское правительство не может быть законным, если власть не является производной от конституции 1938 года. Они вновь сформировали правительство в изгнании, базирующееся в таллинском районе Нымме по сей день.

## Премьер-министры
Список премьер-министров (эст. Peaministri asetäitja):
- Отто Тийф (18 сентября 1944 года — 12 января 1953 года
- Йоханнес Сиккар (12 января 1953 года — 22 августа 1960 года)
- Тынис Кинт (22 августа 1960 года — 1 января 1962 года)
- Александер Варма (1 января 1962 года — 29 марта 1963 года)
- Тынис Кинт  (2 апреля 1963 года — 23 декабря 1970 года)
- Хенрик Марк (8 мая 1971 года — 1 марта 1990 года)
- Энно Пенно (1 марта 1990 года — 15 сентября 1992 года)[источник не указан 2673 дня]

## Память
2 октября 2015 года на здании по адресу Møllergata 26 в Осло, где в 1953 году начало свою работу эстонское правительство в изгнании, была установлена памятная доска.